# Sculpture automatique avec certaines interventions dirigées: Ombre chinoise
Sculpture automatique avec certaines interventions dirigées: Ombre chinoise és una escultura feta per Hans Arp. Pertany a la col·lecció de l'institut Valencià d'art modern, a València, a Espanya.
Des de la década de 1930, quan l'artista comença a especialitzar-se a l'escultura, un dels seus objectius principals seria estudiar i experimentar amb l'espai que ocupen les seues obres en ordre de conquerir la volumetria.
Una vegada Arp considera que ja te coneixements adequats dels volums comença a treballar en Ombres chinoise. Aquesta obra es basa en un llenguatje que l'autor va definint durant els seus anys d'estudi, de la natura com a ideal de l'art a través de formes biomòrfiques i abstractes, caracteritzades per curves i moviments fluctuants a la seua superfície.
Aquest treball també sintetitza dos de les línies d'investigació d'Arp: la metamorfòsi plàstica dels cossos orgànics i l'expansió del volum a l'espai.